# Thapsos-Kultur

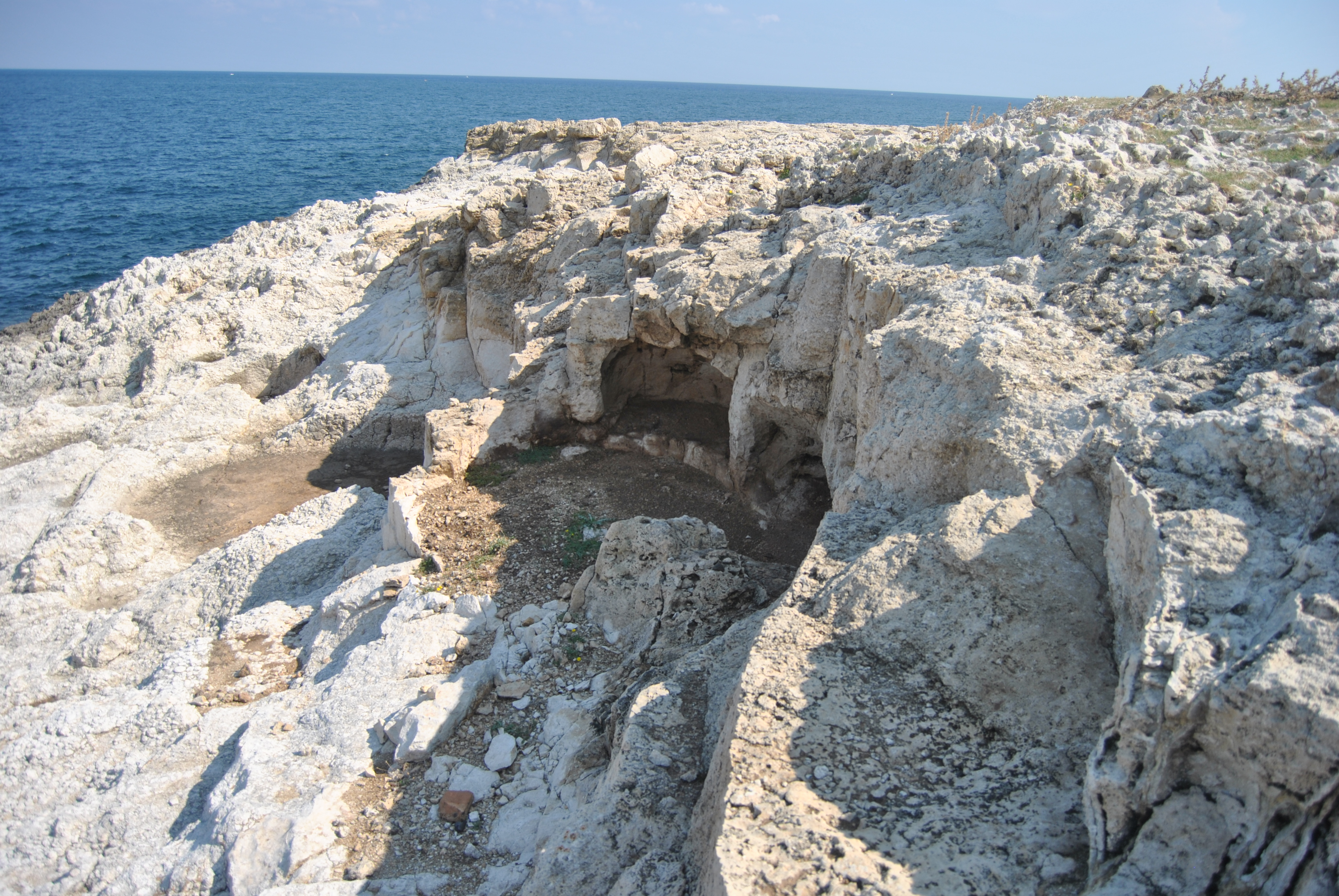
Nekropole

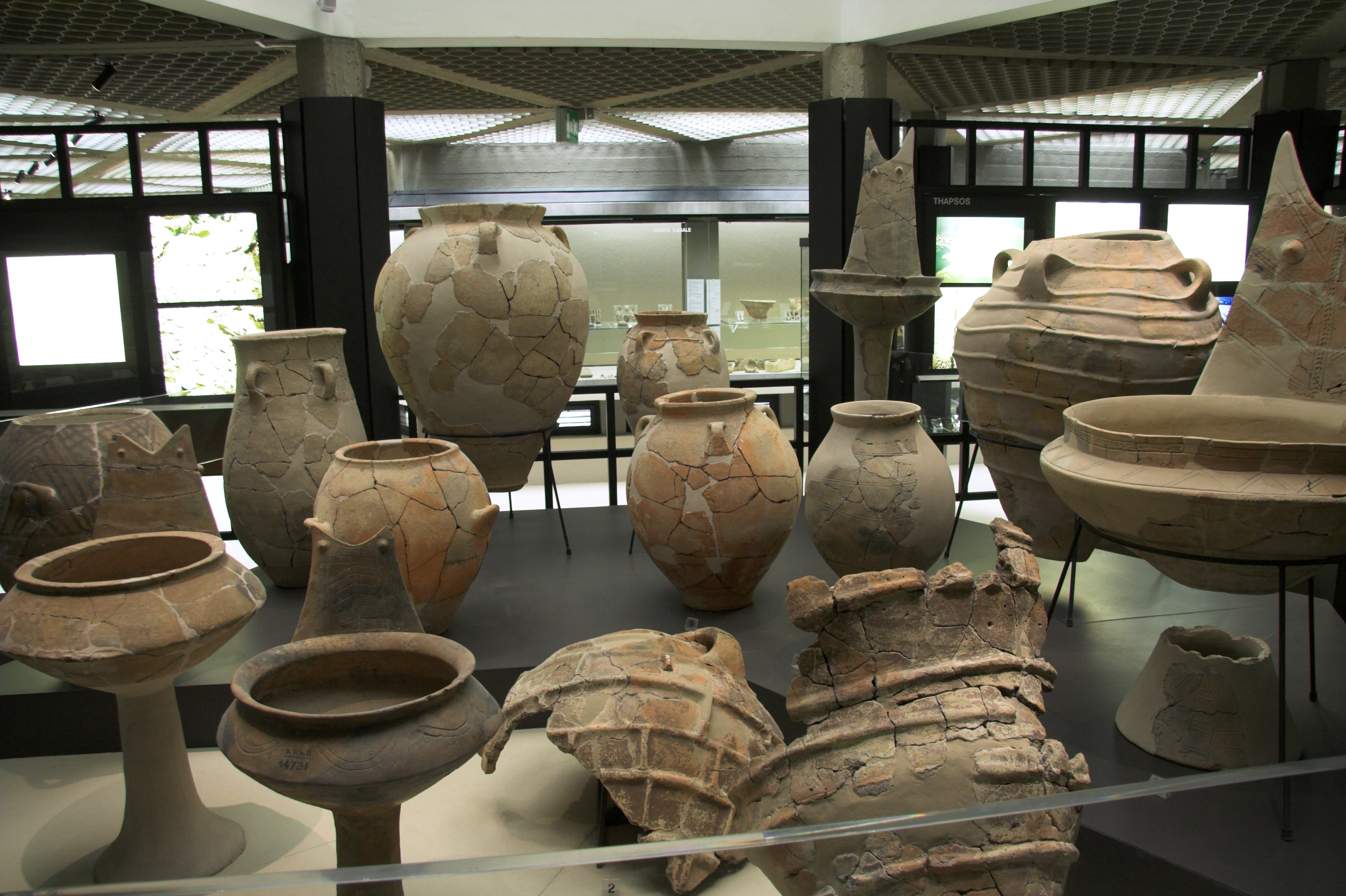
Keramik

Als Thapsos-Kultur wird eine Kultur der mittleren Bronzezeit (ca. 1450 bis 1270 v. Chr.) auf Sizilien bezeichnet. Benannt ist sie nach dem Fundort Thapsos, der auf der Halbinsel Magnisi, zwischen Augusta und Syrakus liegt. Seinen Namen erhielt dieser Ort von griechischen Kolonisten im 8. Jahrhundert v. Chr. Sie folgt auf die frühbronzezeitliche Castelluccio-Kultur bzw., im nördlichen Sizilien, der Rodi-Tindari-Facies. Die Thapsos-Kultur offenbart enge Verwandtschaft zur gleichzeitigen Milazzese-Kultur der Äolischen Inseln und strahlte auch auf Teile Kalabriens aus.

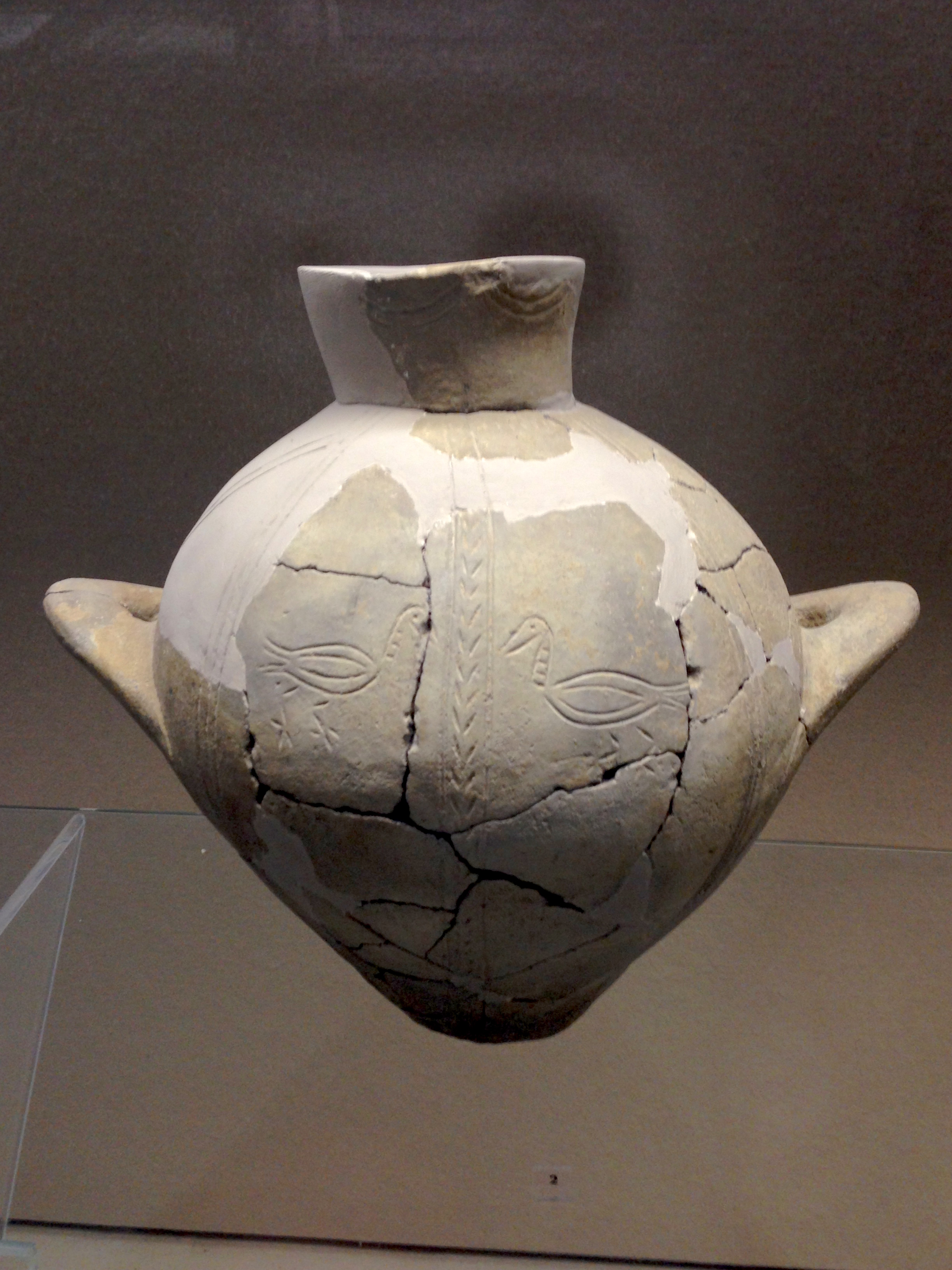
Vase

Wichtige, teils befestigte Siedlungen der auf ganz Sizilien verbreiteten Kultur befanden sich sowohl in Küstennähe (z. B. Thapsos, Cannatello und die präphönizischen Schichten von Mozia auf San Pantaleo), als auch im Landesinneren (z. B. Mokarta bei Salemi). Die Kultur war Gegenstand des Interesses u. a. von Paolo Orsi (1859–1935) und Luigi Bernabò Brea (1910–1999). 
Die Bestattungen in der Nekropole von Thapsos sind durch große, in den Felsen gearbeitete Gräber, oft in Tholosform gekennzeichnet. Am Monte Campanella bei Milena wurden zwei monumentale tholosartige Grabbauten aus der Zeit der Thapsos-Kultur entdeckt. 
Die Häuser der Thapsos-Kultur bestehen meist aus steinernen Rundhütten. In Thapos, Cannatello und Mokarta kommen allerdings auch Gebäude mit rechteckigen Grundrissen vor, von denen zwei Bauten in Thapsos ungewöhnlich groß sind. Die Wirtschaft basierte auf Jagd, Fischerei, Landwirtschaft und Schafhaltung. Hinzu kommt ein im Vergleich zur Castelluccio-Kultur stark zunehmender Fernhandel, auf den einerseits die Zunahme küstennaher Siedlungen hinweist, andererseits eine recht hohe Zahl an Artefakten weit entfernter Kulturen. Insbesondere wurden Gefäße und Bronzeartikel aus mykenischer und teils zyprischer Produktion sowie Keramik aus Malta an verschiedenen Fundorten entdeckt. Besonders zahlreich sind Objekte ägäischer Herkunft in Thapsos ans Licht gekommen. Kontakte Siziliens in dieser Zeit mit dem östlichen Mittelmeerraum werden auch durch ein eindeutig sizilisches Schwert belegt, das im Schiff von Uluburun entdeckt wurde, das um 1300 v. Chr. vor der anatolischen Südküste gesunken ist. Auch zwei Lanzenspitzen aus dem Wrack könnten einem für die Thapsos-Kultur typischen Typus entsprechen.
Die materielle Kultur umfasst Keramik mit dunkler Oberfläche, die häufig mit eingeritzten Motiven oder mit Schnurabdrücken verziert ist, die Girlanden bilden. Charakteristisch sind die großen Becken mit hohen Trompetenfüßen, Becher, Schalen und Tassen mit gegabelten Griffen.